# Leptochilichthys microlepis
Leptochilichthys microlepis is een straalvinnige vissensoort uit de familie van glaskopvissen (Leptochilichthyidae). De wetenschappelijke naam van de soort is voor het eerst geldig gepubliceerd in 1988 door Machida & Shiogaki.